# 蒙特尔基
蒙特尔基（義大利語：Monterchi），是意大利托斯卡纳大区阿雷佐省的一个市镇。总面积28.7平方公里，人口1864人，人口密度64.9人/平方公里（2009年）。ISTAT代码为051024。